# Біда Сергій Олегович
Сергій Олегович Біда (рос. Сергей Олегович Бида, нар. 13 лютого 1993, Москва, Росія) — російський фехтувальник на шпагах, срібний призер Олімпійських ігор 2020 року, триразовий чемпіон Європи.

## Виступи на Олімпіадах
| Олімпіада  | Дисципліна          | Місце |
| ---------- | ------------------- | ----- |
| Токіо 2020 | індивідуальна шпага | 5     |
| Токіо 2020 | командна шпага      | 2     |